# Арката-Юрика
Арката-Юрика (англ. Arcata–Eureka Airport, також англ. California Redwood Coast – Humboldt County Airport) (IATA: ACV, ICAO: KACV, FAA ідент. місц.: ACV) — аеропорт, який розташований в окрузі Гумбольдт (Каліфорнія) на відстані 13 км від міста Арката та 24 км від міста Юрика.